# 제1차 사토 내각
제1차 사토 내각(일본어: 第1次佐藤内閣)은  사토 에이사쿠가 제61대 내각총리대신으로 임명되어, 1964년 11월 9일부터 1965년 6월 3일까지 존재한 일본의 내각이다.

## 개요
이케다 하야토 총리의 사임에 의해 전임 내각이었던 제3차 이케다 개조내각이 총사직하면서 사토 에이사쿠가 후임 총재로 지명돼 내각 조성을 단행했다. 특히 각료 중에서는 내각관방장관인 스즈키 젠코에서 사토파의 하시모토 도미사부로로 교체되면서 통산 7년 8개월 간 계속된 사토 에이사쿠 장기 정권의 시작이다.
1965년 2월 10일, 중의원 예산 위원회에서 사회당의 오카다 하루오가 자위대의 극비 연구인 미쓰야 연구를 폭로해 국회에서는 한때 이 문제를 둘러싸고 논쟁이 일어났다.

## 각료
- 내각총리대신 - 사토 에이사쿠
- 법무대신 - 다카하시 히토시
- 외무대신 - 시이나 에쓰사부로
- 대장대신 - 다나카 가쿠에이
- 문부대신, 과학기술청 장관 - 아이치 기이치
- 후생대신 - 간다 히로시
- 농림대신 - 아카기 무네노리
- 통상산업대신 - 사쿠라우치 요시오
- 운수대신 - 마쓰우라 슈타로
- 우정대신 - 도쿠야스 지쓰조
- 노동대신 - 이시다 히로히데
- 건설대신, 긴키권 정비 장관, 수도권정비위원회 위원장 - 고야마 오사노리
- 자치대신, 국가공안위원회 위원장 - 요시타케 에이치
- 행정관리청 장관, 홋카이도 개발청 장관 - 마스하라 게이키치
- 방위청 장관 - 고이즈미 준야
- 경제기획청 장관 - 다카하시 마모루
- 국무대신 - 고노 이치로
- 내각관방장관 - 하시모토 도미사부로
- 총리부 총무장관 - 우스이 소이치
  - 내각법제국 장관 - 다카쓰지 마사미
  - 내각관방부장관(정무) - 다케시타 노보루
  - 내각관방부장관(사무) - 이시오카 미노루
  - 총리부 총무부장관 - 후루야 도루

## 정무 차관
- 법무 정무 차관 - 오쓰보 야스오
- 외무 정무 차관 - 나가타 료이치
- 대장 정무 차관 - 가지 료사쿠, 나베시마 나오쓰구
- 문부 정무 차관 - 오시타니 도미조
- 후생 정무 차관 - 도쿠나가 마사토시
- 농림 정무 차관 - 다테바야시 미키오, 다니구치 게이키치
- 통상 산업 정무 차관 - 오카자키 에이조, 무라카미 하루조
- 운수 정무 차관 - 오쿠보 다케오
- 우정 정무 차관 - 핫토리 야스시
- 노동 정무 차관 - 시세키 이헤이
- 건설 정무 차관 - 시라하마 니키치
- 자치 정무 차관 - 다카하시 데이이치
- 행정 관리 정무 차관 - 야마모토 스기
- 홋카이도 개발 정무 차관 - 오이즈미 간조
- 방위 정무 차관 - 다카하시 세이이치로
- 경제 기획 정무 차관 - 이토 다카하루
- 과학 기술 정무 차관 - 고케쓰 야조